# Potamyia bicornis
Potamyia bicornis är en nattsländeart som beskrevs av Li och Tian in Tian, Yang 1996. Potamyia bicornis ingår i släktet Potamyia och familjen ryssjenattsländor. Inga underarter finns listade i Catalogue of Life.